# Бутерлак двухтычинковый
Бутерлак двухтычинковый (лат. Didiplis diandra) — единственный вид водных растений рода Дидиплис (Didiplis).

## Ботаническое описание

### Вегетативные органы
Болотное травянистое растение, укореняющееся в придонной грязи. Надводная часть растения составляет 5—10 см, подводная — 10—40 см. Стебель голый, 1—1,5 мм толщиной. Простые сидячие листья располагаются на стебле супротивно. Надводные листья клиновидные или ланцетовидные. Они составляют 0,7—2,5 см в длину и 2—4,5 мм в ширину. Подводные листья узколанцетные. В зависимости от освещения они имеют цвет от ярко-зелёного до ярко-красного. 

### Генеративные органы
Цветение с июня по август. Цветки располагаются одиночно в пазухах листьев. Цветки крестообразные. Имеется 4 зелёных чашелистика, лепестки отсутствуют. Завязь верхняя, гладкая, небольшая. 
Плод — небольшая сферическая коробочка.

## Распространение и местообитание
Ареал бутерлака включает восток Северной Америки. Произрастает в мелководных водоёмах, озёрах и по берегам рек. 

## Синонимика
- Ammannia nuttallii A.Gray
- Didiplis diandra f. aquatica (Koehne) Fassett
- Didiplis diandra f. terrestris (Koehne) Fassett
- Didiplis linearis Raf.
- Hypobrichia nuttallii Torr. & A.Gray
- Peplis diandra Nutt. ex DC.
- Peplis diandra f. aquatica Koehne
- Peplis diandra f. terrestris Koehne
- Ptilina aquatica Nutt.[1]

## Хозяйственное значение и применение
Выращивается как аквариумное растение.